# Caprie
Caprie (piemontesisch und frankoprovenzalisch Ciàvrie) ist eine Gemeinde in der italienischen Metropolitanstadt Turin (TO), Region Piemont.

## Lage und Einwohner

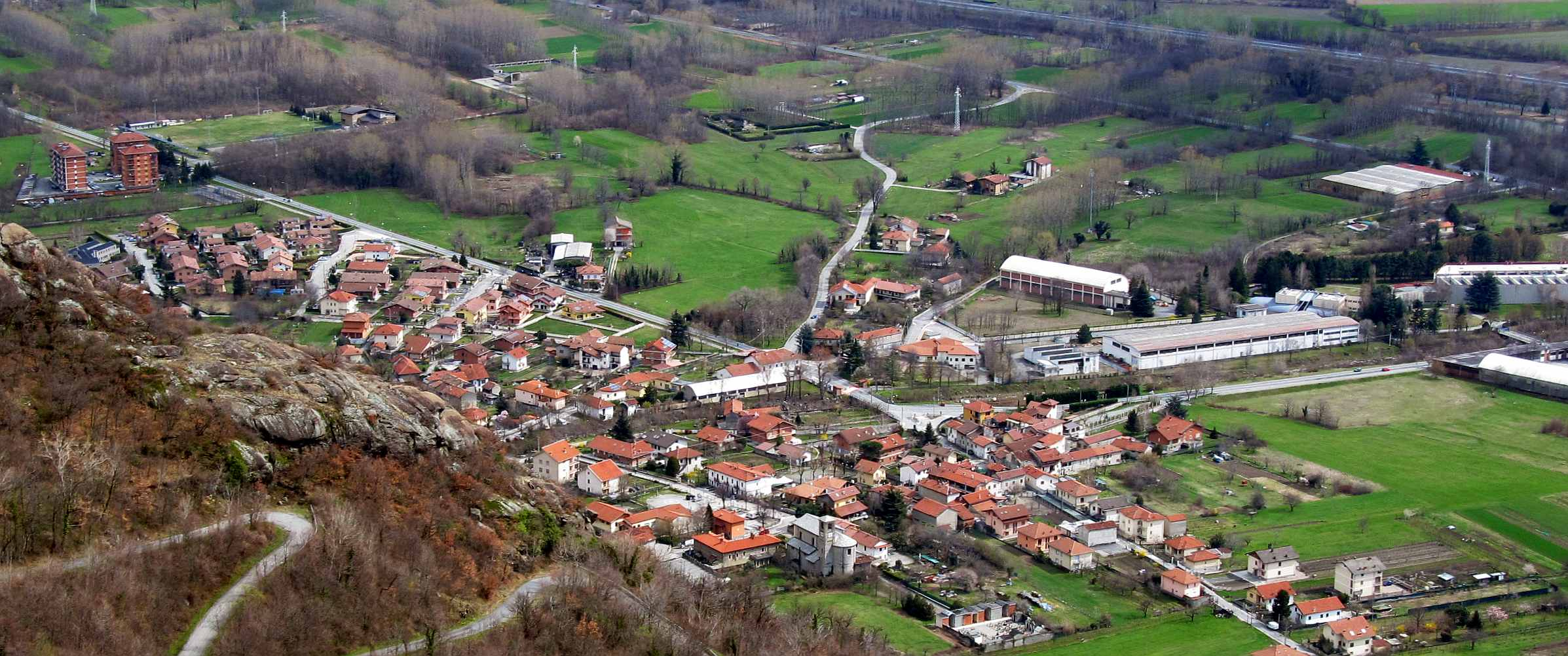
Panorama

Caprie ist Teil der Bergkommune Comunità Montana Bassa Valle di Susa e Val Cenischia und liegt 35 km westlich von Turin im Susatal.  Das Gemeindegebiet umfasst eine Fläche von 16 km² und hat 2015 Einwohner (Stand 31. Dezember 2023) uns liegt auf 374 m Höhe. Der höchste Punkt der Gemeinde liegt auf 1923 m. Caprie liegt am historischen Fernwanderweg Via Francigena und ist bekannt für seine Klettersteige.
Die Nachbargemeinden sind Condove, Rubiana, Villar Dora, Sant’Ambrogio di Torino und Chiusa di San Michele.

## Geschichte
Bis Dezember 1936 hieß der Ort Chiavrie. Das Wappen wurde am 18. Februar 1960 verliehen.